# 2e régiment d’infanterie
Das 2e régiment d’infanterie war ein Infanterieregiment, aufgestellt im Königreich Frankreich und im Dienst während des Ancien Régime (danach mit einigen Unterbrechungen) bis zur Auflösung 1962.
Vor der Einführung der Nummerierung der Regimenter am 1. Januar 1791 führte es in der königlich französischen Armee zuletzt den Namen Régiment de Picardie.

## Aufstellung und signifikante Änderungen
- 1780: Das Régiment de Provence[1] wurde in Régiment de Picardie umbenannt.
- 1791: Umbenennung in: 2e régiment d’infanterie

- 1793: Erste Heeresreform Das Regiment wurde als 1er bataillon (ci-devant Picardie) zur 3e demi-brigade de bataille und als 2e bataillon (ci-devant Picardie) zur 4e demi-brigade de bataille abgestellt. Damit endet der zunächst der Regimentsverband und auch die Traditionslinie

- 1803: Umbenennung der „2e demi-brigade d’infanterie de ligne“[2] in 2e régiment d'infanterie de ligne  (de facto Weiterführung der Regimentstradition)

- 1814: während der Restauration umbenannt in Régiment de la Reine
- 1815: während der Herrschaft der Hundert Tage wieder umbenannt in 2e régiment d’infanterie de ligne
- 16. Juli 1815: Ebenso wie die versammelte Napoleonische Armee wurde das Regiment in Bléré (Département Indre-et-Loire) aufgelöst.
- 11. August 1815: Aufstellung der 2e légion de l'Aisne[3]
- 23. Oktober 1820: die 2e légion de l'Aisne wurde in Calais in 2e régiment d’infanterie de ligne umbenannt.
- 1882: Umbenennung in 2e régiment d’infanterie.
- 1914: Bei der Mobilisierung stellte das Regiment sein Reserveregiment, das 202erégiment d'infanterie auf.
- 1920: Aufgelöst.
- 1939: Wiederaufstellung als 2e régiment d’infanterie.
- 1940: Aufgelöst.
- 1944: Wiederaufstellung als 2e régiment d’infanterie.
- 1945: Aufgelöst.
- 1956: Wiederaufstellung als 2e régiment d’infanterie.
- 1962: Aufgelöst.

## Mestres de camp/Colonels
Mestre de camp war von 1569 bis 1661 und von 1730 bis 1780 die Rangbezeichnung für den Regimentsinhaber und/oder für den mit der Führung des Regiments beauftragten Offizier. Die Bezeichnung „Colonel“ wurde von 1721 bis 1730, von 1791 bis 1793 und ab 1803 geführt.
Nach 1791 gab es keine Regimentsinhaber mehr.
Sollte es sich bei dem Mestre de camp/Colonel um eine Person des Hochadels handeln, die an der Führung des Regiments kein Interesse hatte (wie z. B. der König oder die Königin), so wurde das Kommando dem „Mestre de camp lieutenant“ (oder „Mestre de camp en second“) respektive dem „Colonel-lieutenant“ oder „Colonel en second“ überlassen.
- 1780: Mestre de camp Marc-Antoine, Comte de Lévis-Lugny.
- 1791: Colonel Charles Léon du Cavigny
- 1791: Colonel François-Richer Drouet
- 1792: Colonel Henri Nadot-Fontenay

(…)
- 1. Januar 1803: Colonel Pierre-Guillaume Pouchin de la Roche
- 1805: Colonel Jacques Delga
- 1809: Colonel Félix Victor Charles Emmanuel de Wimpffen
- 1813: Colonel Jean Veran André
- 1813: Colonel Charles Louis Sébastien Staglieno
- 1814: Colonel Jean Corvinus
- 1814: Colonel Jean Tripe
- 1830: Colonel Augustin Pierre de Martimprey
- 1847: Colonel François Certain de Canrobert
- 1870: Colonel Amédée Henri Charles de Saint-Hillier
- 1879–1882: Colonel Théophile Gasser
- 1909: Colonel François Collas
- 1939: Colonel De Chaine de Bourmont
- 1944–1945: ?
- 1956–1962: ?

## Ausstattung

### Fahnen
Das Regiment führte pro Bataillon eine Fahne, bis zur Revolution zusätzlich eine sogenannte Leibfahne des Regimentsinhabers (Drapeau colonelle) die sich immer bei der 1. Kompanie – der Leibkompanie befand. Sie bestand aus einem weißen Fahnenblatt mit einem (in den Konturen dunkler abgestickten) weißen Kreuz.

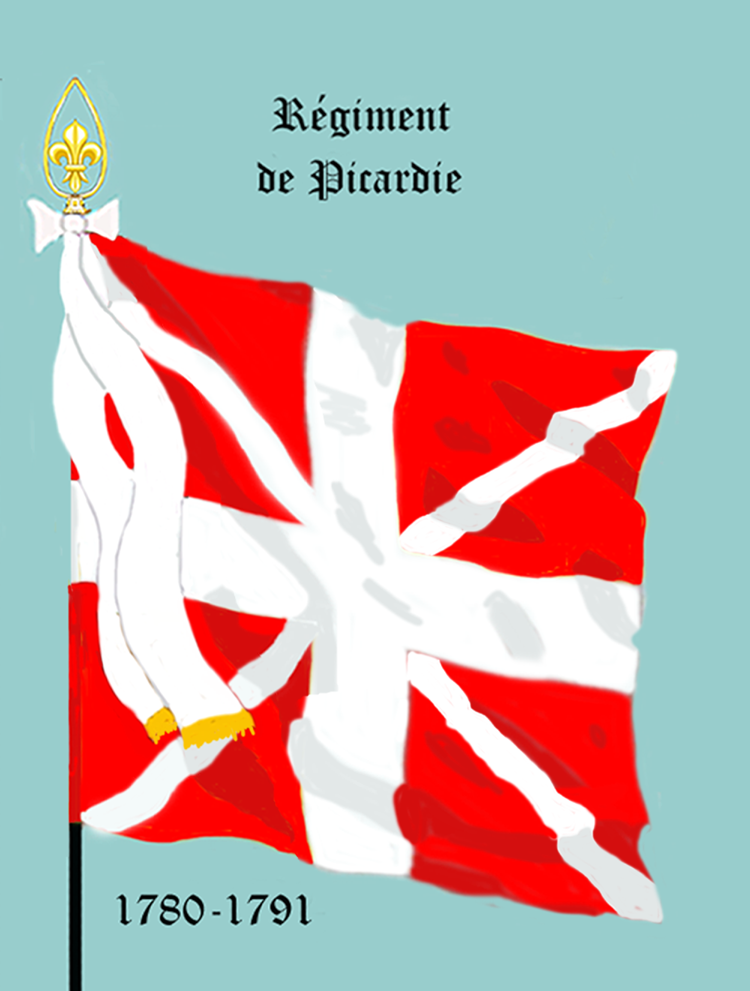
Régiment de Picardie 1780 bis 1791
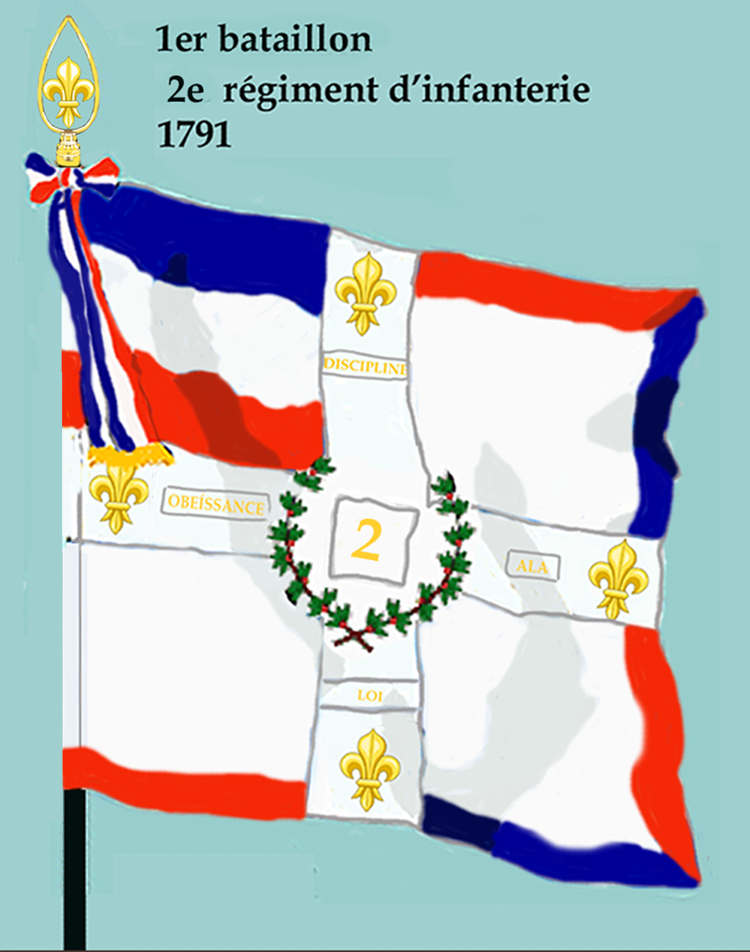
2e régiment d'infanterie 1791 bis 1793 (1. Bataillon)
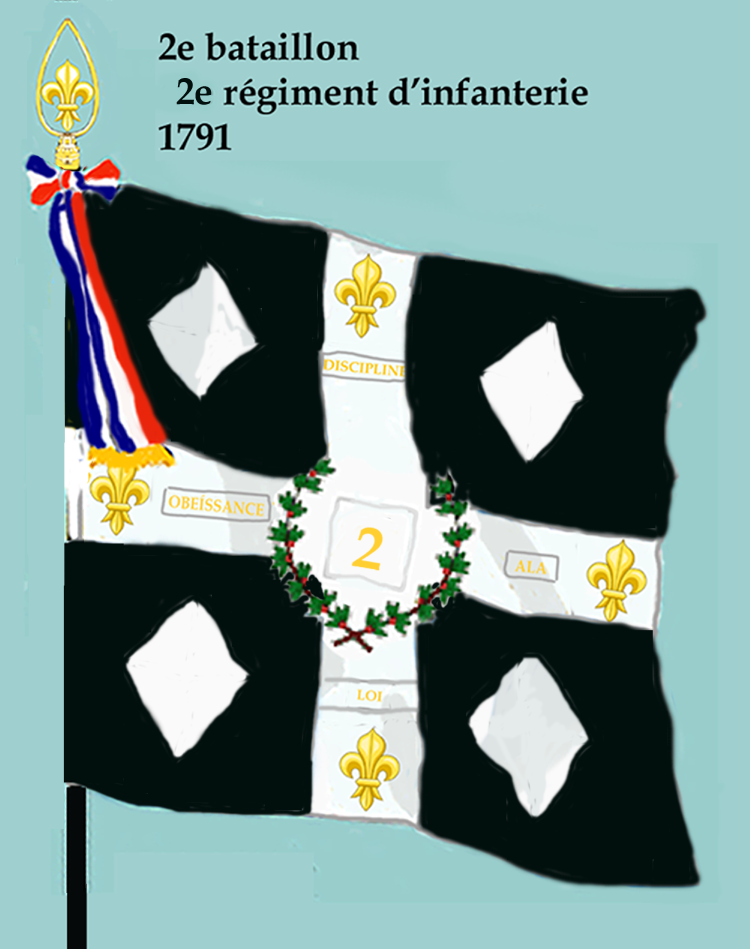
2e régiment d'infanterie 1791 bis 1793 (2. Bataillon)
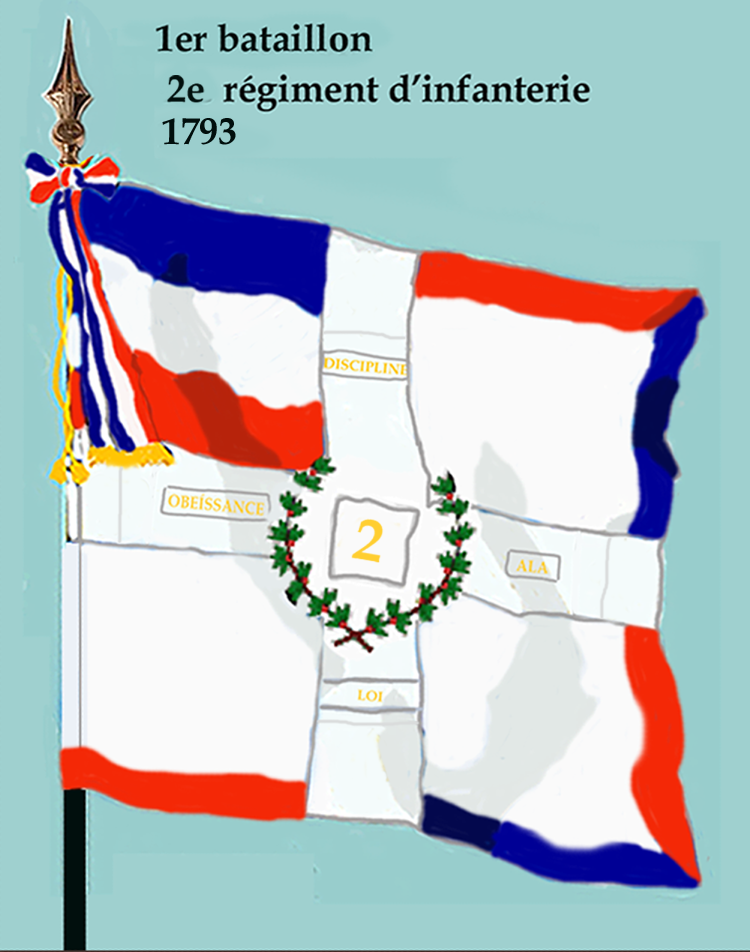
2e régiment d'infanterie 1793 bis 1796 (1. Bataillon)
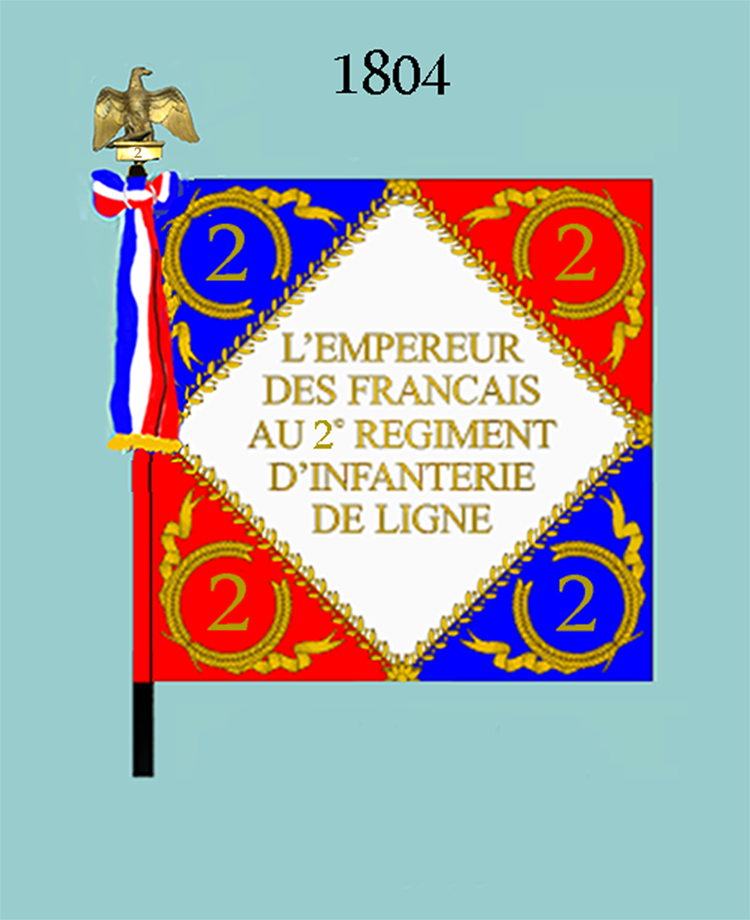
2e régiment d'infanterie 1804 bis 1812
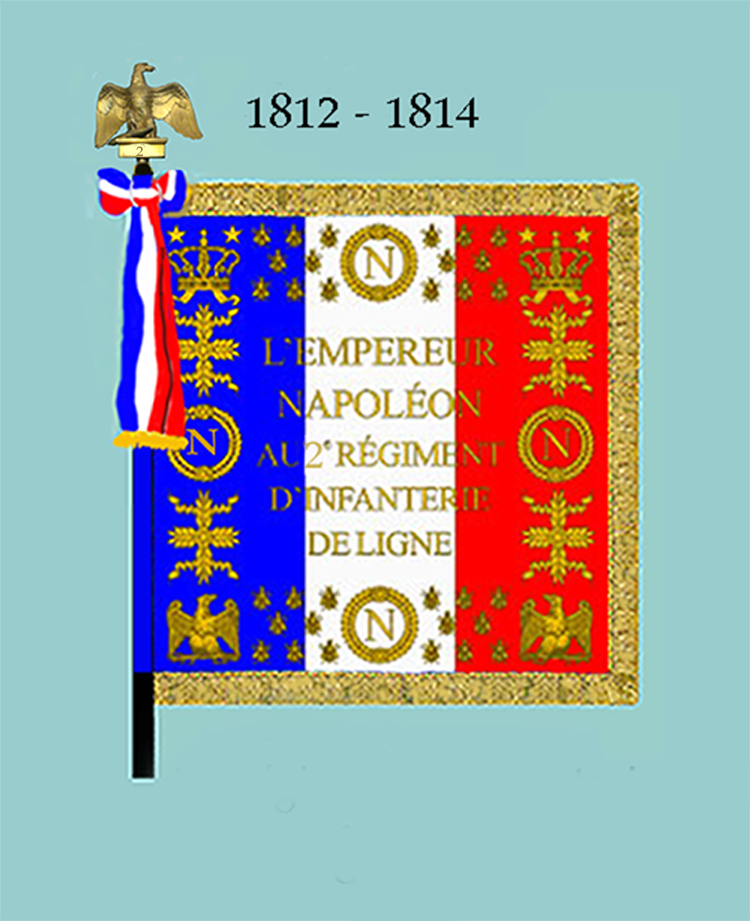
2e régiment d'infanterie 1812 bis 1814
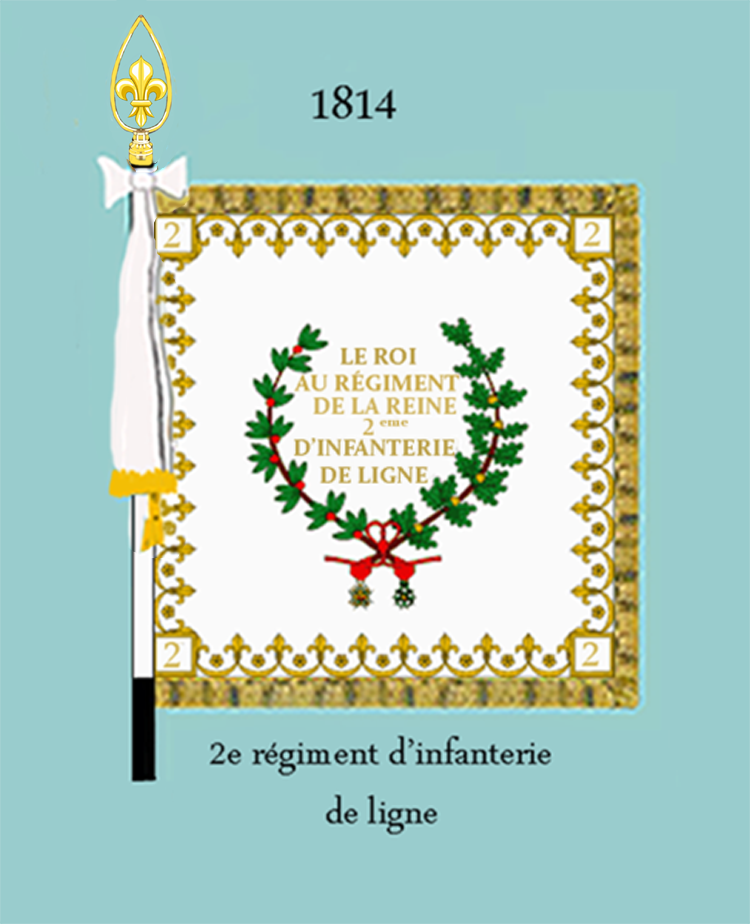
2e régiment d'infanterie 1814
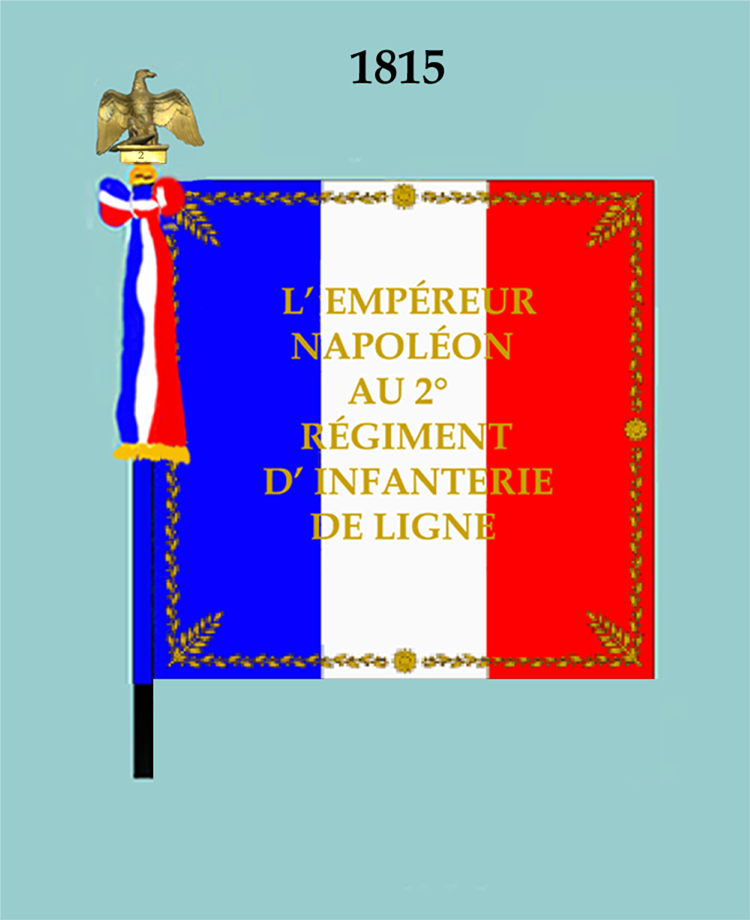
2e régiment d'infanterie 1815
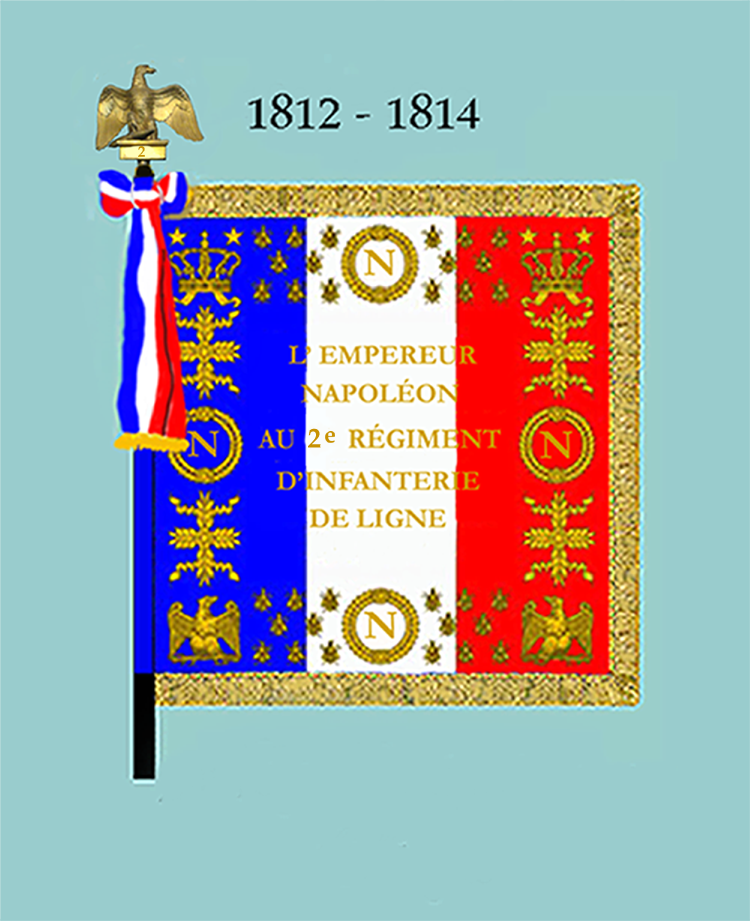
2e régiment d'infanterie 1854

### Uniformierung

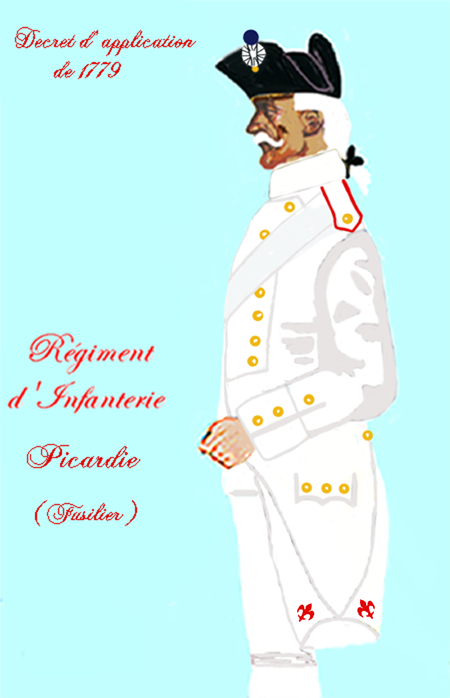
1780–1786
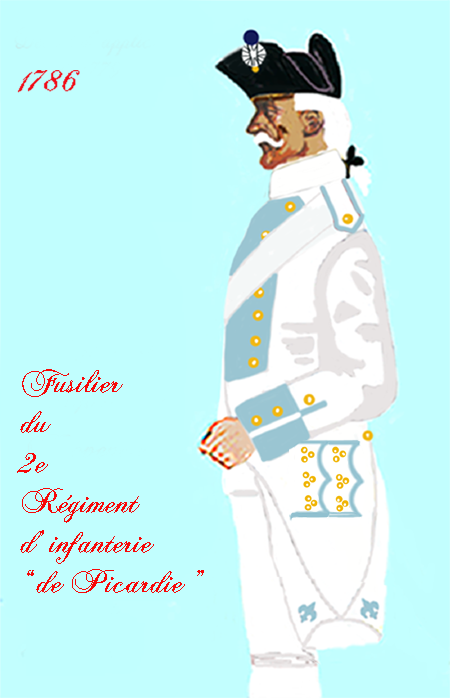
1786–1791
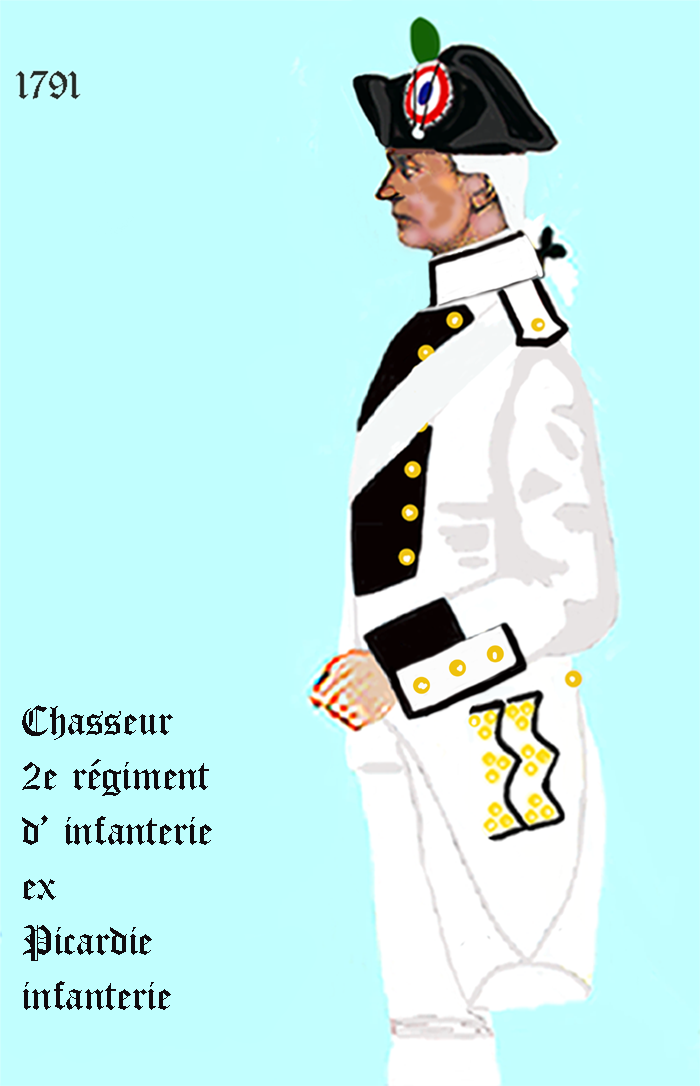
1791–1792
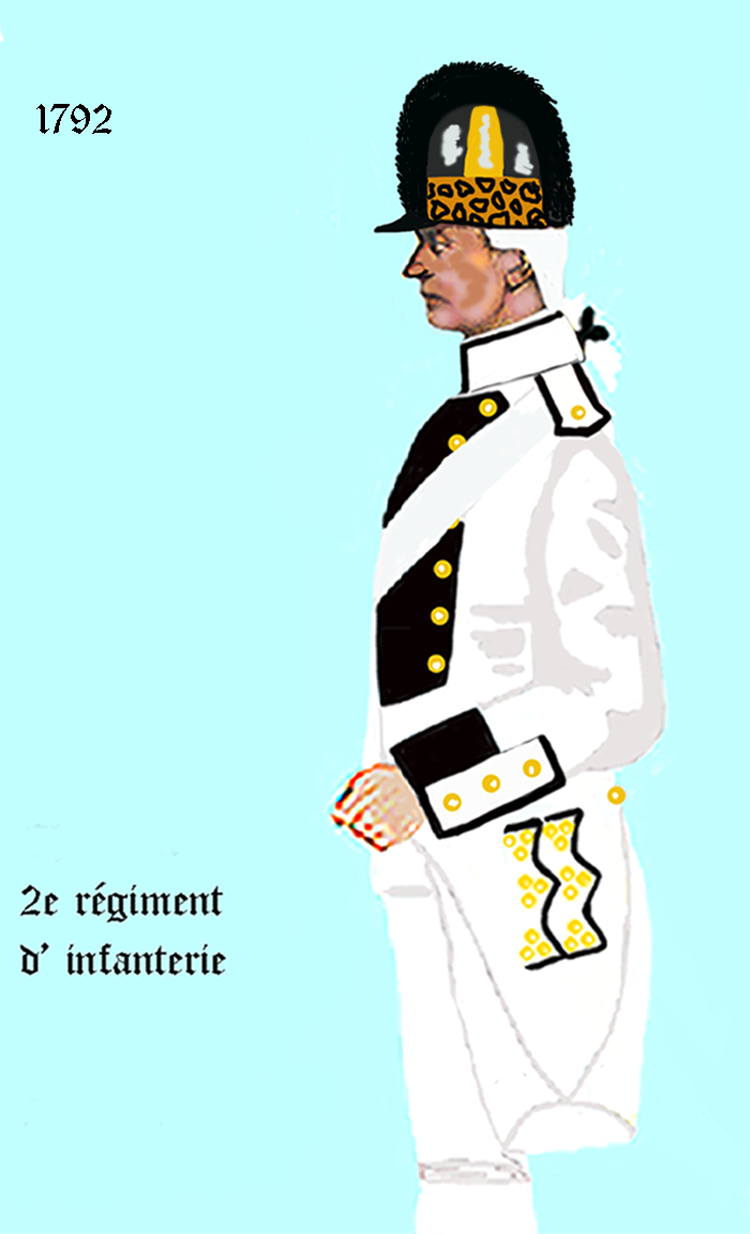
1792–1794

## Einsatzgeschichte
Das Regiment war in den folgenden Kriegen eingesetzt:

### Expedition nach Nordafrika
Am 2. Juli 1664 wurde das, nur noch aus vier Kompanien bestehende Regiment (nach dem Ende des Krieges gegen Spanien war massiv abgrüstet und Personal reduziert worden) in Toulon eingeschifft. Der Verband stand unter dem Kommando von François de Bourbon-Vendôme, duc de Beaufort und bestand noch aus dem Régiment de Normandie, Régiment de Picardie, Régiment de Navarre und Régiment Royal des Vaisseaux. Am 22. Juni erschien die kleine Flotte an der algerischen Küste und besetzte die Stadt Jijel. Diese Expedition wurde allerdings zu einem totalen Misserfolg. Krankheiten dezimierten die Truppe dermaßen, dass der duc d Beaufort schließlich den Rückzug befehlen musste. Jijel wurde am 5. Oktober verlassen und die Rückfahrt nach Toulon angetreten.

### Reunionskrieg
Im Jahre 1681 lag das Regiment in Breisach in Garnison, als König Louis XIV. beschloss, Straßburg zu annektieren. „Picardie“ stellte ein Detachement von 300 Mann, ebenso das Régiment d’Orléans, das Régiment Royal und das Régiment d’Artois, die am 3. Oktober gemeinsam in die Stadt einrückten.

### Holländischer Krieg (1672 bis 1678)
- 1673: Belagerung von Maastricht
- 1674: Besetzung der Franche-Comté mit der Belagerung von Besançon

### Pfälzischer Erbfolgekrieg (1688 bis 1697)
1688 stand das Regiment bei der Belagerung von Philippsburg. Am 6. Oktober konnte es zusammen mit dem Régiment de Jarzé das Fort am Rhein einnehmen.

### Spanischer Erbfolgekrieg (1701 bis 1714)
- 1709: Zusammen mit dem Régiment de Poitou als Brigade in der Schlacht bei Malplaquet eingesetzt.

### Polnischer Thronfolgekrieg (1733 bis 1738)
- 1734: Teilnahme an der Schlacht bei Parma und der Schlacht bei Guastalla

### Österreichischer Erbfolgekrieg (1740 bis 1748)
- im März 1742 verließ das Regiment im Brigadeverband mit dem Régiment d’Appelgrehn Strasbourg und traf am 1. April in Donauwörth ein.

### Siebenjähriger Krieg
1757: Schlacht bei Hastenbeck – im Brigadeverband mit dem Régiment de La Marine
1760: Gefecht bei Korbach

### Revolutionsarmee
- 1792 stand das Regiment in Lille und 1793 in Tourcoing
- 1795: Bei der „Armée du Nord“
- 1796: Bei der Armée de Sambre-et-Meuse
- 1797: Armée d'Allemagne (Deutschlandarmee)
- 1798: Armée de Mayence,

Schlacht bei Stockach
Zweite Schlacht um Zürich
- 1800: In Genua

### Kaiserliche Armee
- 1805: Am Cap Finisterre
- 1806–1807: Armée d'Italie (Italienarmee)
- 1808: Bei der Grande Armée
- 1809:

Schlacht bei Aspern,
Schlacht bei Wagram
- 1812: Russlandfeldzug

Erste Schlacht bei Polozk
Schlacht an der Beresina
- 1813: Feldzug in Deutschland

Schlacht um Dresden
Völkerschlacht bei Leipzig (siehe auch→ Französische Schlachtordnung bei Leipzig)
- 1814: Feldzug in Frankreich

Schlacht bei La Rothière
- 1815: Feldzug in Belgien

Schlacht bei Ligny
Schlacht bei Waterloo
In der Napoleonischen Armee sind folgende Regimentskommandeure gefallen oder verwundet worden:
- Chef de brigade Perrin: verwundet am 12. Mai 1800
- Colonel Delga: an seinen Verwundungen verstorben am 6. Juli 1809
- Colonel Emmanuel Félix de Wimpffen: Verwundet am 18. August 1812 bei Polotzk
- Colonel Staglieno: Verwundet am 18. Oktober 1813

Verwundete und gefallene Offiziere:
- gefallen: 40
- an ihren Verwundungen verstorben: 19
- verwundet: 149[4]

### Königliche Armee 1815–1848
- Französische Invasion in Spanien
- Eroberung Algeriens

Gefechte bei Bar-T'outa am 15. und am 18. April 1843

### Zweites Kaiserreich
1870 war das Regiment in Tours stationiert.

### Deutsch-Französischer Krieg
Am 1. August 1870 gehörte das Regiment zur Armée du Rhin. Zusammen mit dem 63e régiment d’infanterie  und dem 10e bataillon de chasseurs à pied (Commandant Schenk) bildete es die 1. Brigade unter Général Doens. Diese bildete, zusammen mit der 2. Brigade (Général Micheler), zwei Batterien zu je vier Mitrailleuses und einer Pionierkompanie die 3. Infanteriedivision unter Général de division Merle de Labruguière de Laveaucoupet im 2. Armeekorps von Général de division Frossard.
- Am 6. August kämpfte das Regiment in der Schlacht bei Spichern. Der Regimentskommandant, der Colonel Amédée Henri Charles de Saint-Hillier wurde in dieser Schlacht an der Spitze seines Regiments so schwer verwundet, dass er noch am gleichen Tag an diesen Verletzungen verstorben ist.

Am 16. August 1870 wurde aus nachkommenden Einberufenen ein viertes Bataillon gebildet. Nach dem Verlassen des Rekrutendepots wurde es in das „5e régiment de marche“ (5. Marschregiment) eingestellt. Dieses gehörte zur 1. Brigade der 1. Division im 13. Armeecorps.

### Erster Weltkrieg
Bei Beginn des Ersten Weltkrieges lag das, aus drei Bataillonen bestehende Regiment in Granville und Querqueville in Garnison. Es gehörte zur 40. Brigade in der 20. Infanteriedivision des 10. Armeekorps.

#### 1914
- 24. August: Kämpfe bei Charleroi
- 29. August: Kämpfe bei Guise
- Erste Schlacht an der Marne, Kämpfe bei Deux Morins
- Wettlauf zum Meer, Kämpfe bei Hénin, Arras, Mercatel, Stellungskämpfe südlich von Arras.

#### 1915
- Stellungskämpfe bei Saint-Laurent-Blangy
- Stellungskämpfe in den Argonnen, im Wald von Gruerie.

#### 1916
- Stellungskämpfe in den Argonnen
- Schlacht an der Somme, Kämpfe bei Méharicourt.

#### 1917
- Stellungskämpfe am Mont Blond, Cornillet
- Stellungskämpfe bei Verdun, Höhe 344, Samogneux, Woëvre.

#### 1918
- Stellungskämpfe bei Les Eparges, Beuvardes (Aisnes)
- Zweite Schlacht an der Marne
- Stellungskämpfe an der Vesle, in den Vogesen nördlich von Saint Dié.

### Zweiter Weltkrieg
Am 9. September 1939 wurde das Regiment unter dem Kommando von Colonel De Chaine de Bourmont neu aufgestellt und gehörte zur 20. Infanteriedivision. Die Aufstellung erfolgte durch das „Centre mobilisateur d'infanterie 44“ in Rennes. Das Regiment war als „Réserve A RI type NE“ klassifiziert. Es kämpfte bis zum Waffenstillstand im Rahmen seiner Möglichkeiten und ging nach der französischen Kapitulation unter. Weitere Informationen liegen nicht vor.
Im Zuge des Vormarsches der alliierten Truppen in Frankreich 1944 wurde es kurzzeitig wieder reaktiviert, aber gleich nach Kriegsende wieder entlassen.

### Algerienkrieg
Nach einigen Umbenennungen, Zusammenlegungen und Auflösungen wurde das Regiment ein letztes Mal 1956 aktiviert, um im Algerienkrieg eingesetzt zu werden. Stationiert war es in Aumale (heute Sour El Ghozlane). Das 2°RI stellte hier vor seinem Abzug 1962 zwei Einheiten aus lokalen Kräften auf, (Unités de la Force locale de l'ordre Algérienne) das 466°UFL-UFO und das 467°UFL-UFO. Diese Einheiten bestanden zu 10 % aus der Stadtbevölkerung und zu 90 % aus der Landbevölkerung (franz.: Militaires Musulmans) und dienten in der Übergangszeit bis zur Unabhängigkeit der provisorischen, algerischen Regierung.

### Kaserne des Regiments in Granville
Letzte Kaserne des Regiments auf französischem Boden war die „Caserne de Roc“ in Granville.

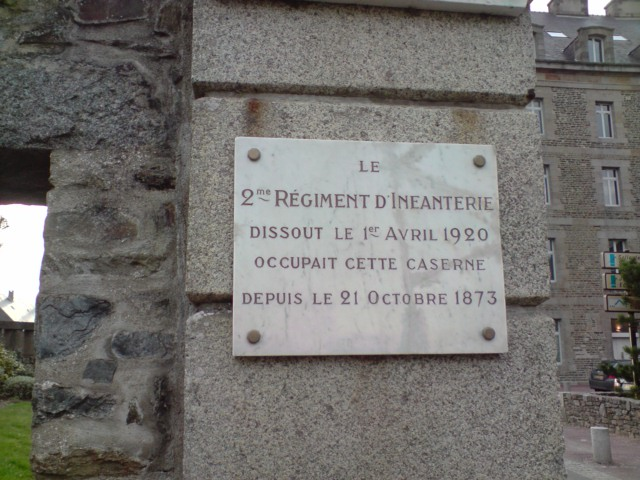
Erinnerungstafel an das 2erégiment d'infanterie, hier stationiert von 1873 bis 1920.
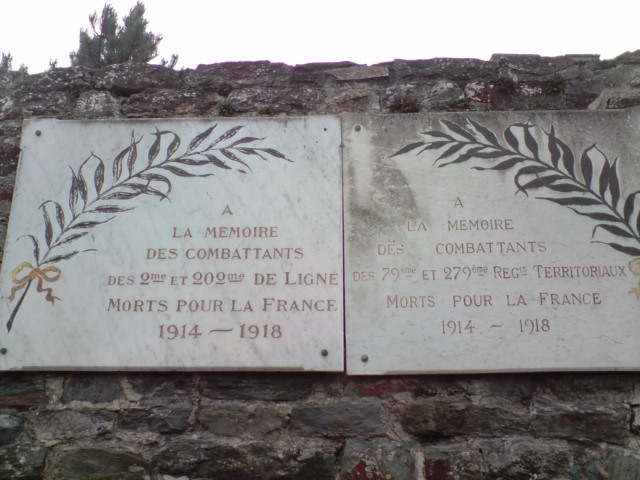
Erinnerungstafel an die Kriegsteilnehmer des 2e und 202e régiment d'infanterie 1914–1918.
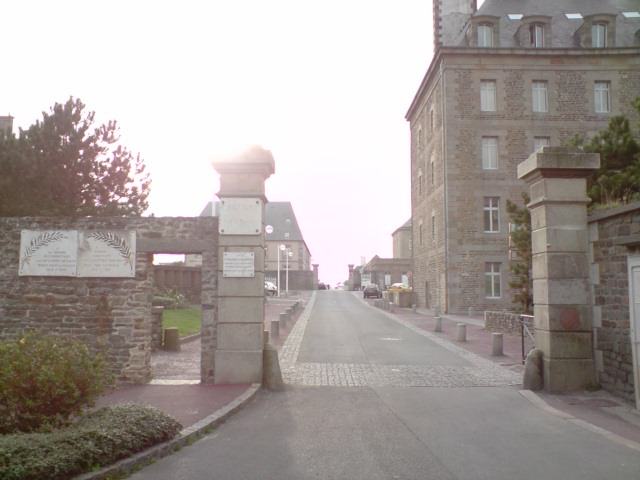
Caserne du Roc Granville.
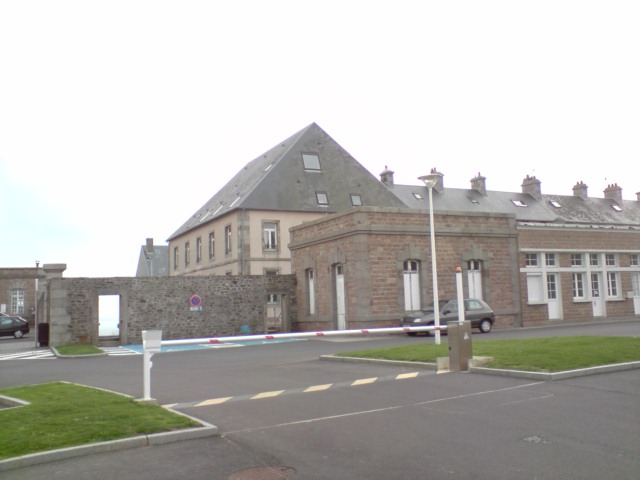
Kasernengebäude.

## Auszeichnungen
Mit Befehl 153 F vom 11. September 1918, haben die Angehörigen des Regiments (auch bei einer Wiederaufstellung) das Recht erhalten, die Fourragère in den Farben des Croix de guerre 1914–1918 zu tragen.
Das Fahnenband ist mit dem Croix de guerre 1914–1918 ausgezeichnet. Verliehen anlässlich zweier lobender Erwähnungen im Armeebefehl – für das 1. und 2. Bataillon am 17. Dezember 1914 und für das 3. Bataillon am 15. Juni 1915.

## Regimentsfahne
Auf der Rückseite der Regimentsfahne sind (seit Napoleonischer Zeit) in goldenen Lettern die Feldzüge und Schlachten aufgeführt, an denen das Regiment ruhmvoll teilgenommen hat.

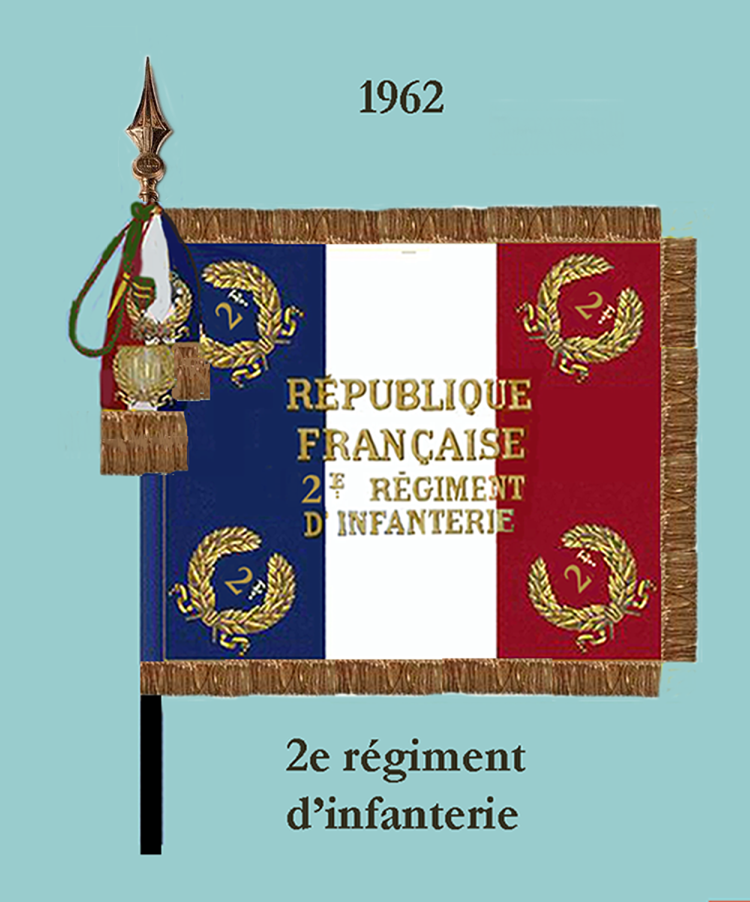
Vorderseite
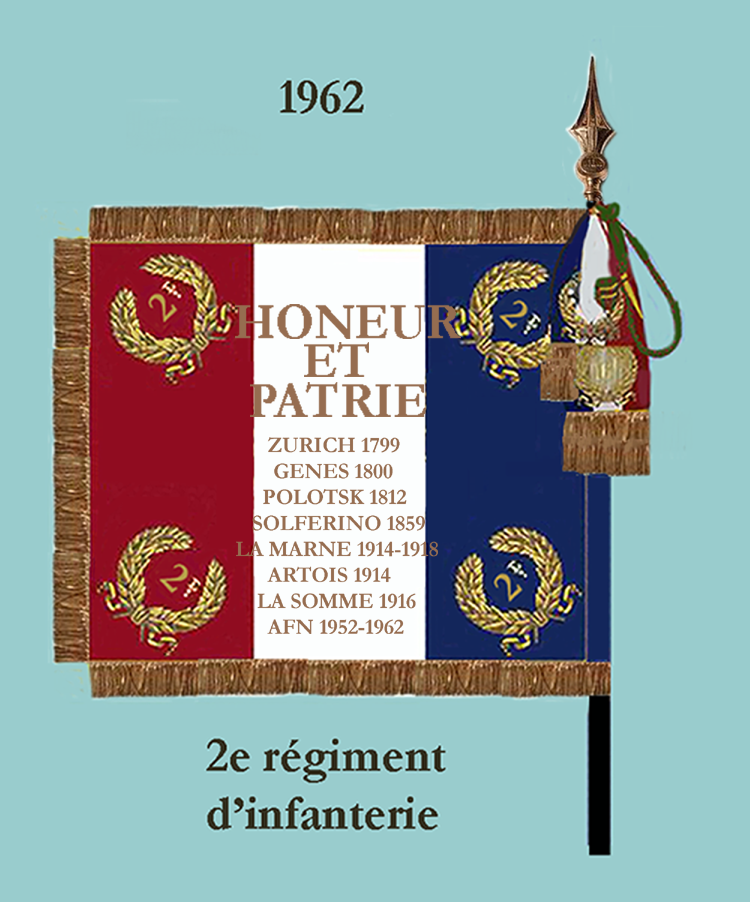
Rückseite

In seiner Geschichte führte das Regiment nacheinander gut ein Dutzend verschiedene Fahnen.

## Bekannte Angehörige des Regiments
- Nicolas-Charles Oudinot
- Rémy Grillot